# Porrima
Porrima eller Gamma Virginis ( γ Virginis, förkortat Gamma Vir,  γ Vir) som är stjärnans Bayerbeteckning, är en dubbelstjärna belägen i mellersta delen av stjärnbilden Jungfrun. Den har en kombinerad skenbar magnitud på 2,74 (3,650/3,560) och är synlig för blotta ögat. Baserat på parallaxmätning inom Hipparcosuppdraget på ca 86 mas, beräknas den befinna sig på ett avstånd av 38 ljusår (11,7 parsek) från solen. Eftersom det ligger nära ekliptikan kan den ockulteras av månen och (extremt sällan) av planeterna. I juni 2011 kom Saturnus inom en fjärdedels grad från Porrima.

## Nomenklatur
Gamma Virginis har det traditionella namnet Porrima som härstammar från antikens Rom. Porrima (även känd som Antevorta) var en av profetens Camenae eller gudinnor. År 2016 organiserade Internationella astronomiska unionen en arbetsgrupp för stjärnnamn (WGSN) med uppgift att katalogisera och standardisera riktiga namn för stjärnor. WGSN fastställde namnet Porrima för denna stjärna i juli 2016 vilket nu är angivet i IAU:s Catalog of Star Names.
I stjärnkatalogen i kalendern Al Achsasi Al Mouakket benämndes denna stjärna Laouiyet al Aoua, som översattes till latin som Angulus Latratoris, vilket fritt översatt betyder "inroparens hörn". Denna stjärna, tillsammans med Beta Virginis (Zavijava), Eta Virginis (Zaniah), Delta Virginis (Auva) och Epsilon Virginis (Vindemiatrix), utgjorde Al'Awwā, inroparen.

## Egenskaper
Porrima är en blå-vit stjärna i huvudserien av typ F och av spektralklass F0V. Stjärnan har en massa som är 1,56 gånger större än solens och en uppskattad radie som är omkring 2,17 gånger solens radie. Den avger från sitt yttre sikt omkring fem gånger mer energi än solen vid en effektiv temperatur på 6 757 K. Baserat på dess emission av röntgenstrålning - en indikator på styrkan hos stjärnans magnetfält – har Porrima en beräknad ålder på 1,14 miljarder år.
Med en omloppsperiod på 168,93 år, var dubbelstjärnan ett lätt objekt för amatörastronomer fram till början av 1990-talet, men mellan åren 2000 och 2010 ungefär krävde det lilla vinkelavståndet mellan stjärnorna ett större teleskop eller speciell teknik som speckelinterferometri, adaptiv optik eller optisk interferometri för att upplösa de enskilda komponenterna i dubbelstjärnan. Förra gången de var vid periapsis var 1836. Avståndet kommer från ca år 2020 åter att vara tillräckligt stort för att kunna observeras med ett litet teleskop.